# Game 6
(Slogan del film)
Game 6 è un film del 2005 scritto dallo scrittore Don DeLillo e diretto da Michael Hoffman.
La pellicola è uscita nelle sale cinematografiche degli Stati Uniti il 10 marzo 2006 e in anteprima al Sundance Film Festival nel 2005.

## Trama
Nicky Rogan è un commediografo di periferia e, se la sua vita sul palcoscenico va benissimo grazie alle sue opere di successo, non accade altrettanto nella vita privata: è in crisi con la moglie che gli chiede il divorzio e ha problemi col suo attore protagonista che non riesce a imparare le battute del copione.
Oltre alla passione per il teatro e la scrittura, Nicky è un fan sfegatato dei Red Sox, la sua squadra del cuore che deve giocare la partita più importante proprio la sera in cui va in scena la prima della sua commedia.

## Edizione italiana
Il doppiaggio in lingua italiana è stato curato da Piero Tiberi.